# 鄧清明
鄧 清明（とう せいめい、1966年3月16日 - ）は、中華人民共和国の軍人（大校）、宇宙飛行士。

## 経歴
1966年3月16日、江西省撫州専区宜黄県東陂郷（現在の東陂鎮）で生まれる。
1984年6月に河北省の保定航空兵預備学校を卒業後、同年、中国人民解放軍空軍に入隊。1988年10月に中国共産党入党。1998年に中国第一回宇宙飛行士に入選した。2022年11月28日、神舟15号飛行任務乗組に入選した。